# Henry Settegast

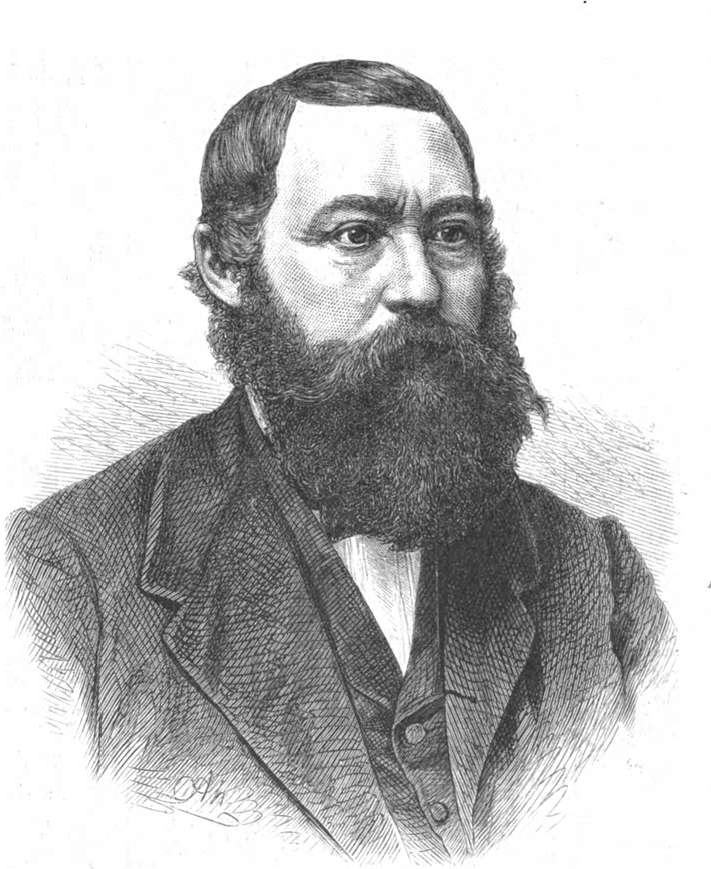
Henry Settegast, 1872. Grafik von Adolf Neumann.

Henry Settegast (* 12. Oktober 1853 in Ragnit, Ostpreußen; † 4. Dezember 1901 in Jena) war ein deutscher Pflanzenbauwissenschaftler.

## Leben
Henry Settegast, ein Neffe von Hermann Settegast, studierte Landwirtschaft an der Universität Leipzig und promovierte dort 1879 mit einer Dissertation über das Verhältnis von Tierzucht und Ackerbau in landwirtschaftlichen Betrieben. Anschließend war er in der landwirtschaftlichen Praxis tätig. 1882 erhielt er eine Anstellung als wissenschaftlicher Assistent am Landwirtschaftlichen Institut der Universität Leipzig. 1884 habilitierte er sich mit einer Schrift über die Wertbestimmung des Getreides auf der Grundlage eines neuen Bonitierungssystems. Zwölf Jahre lehrte er dann an der Universität Leipzig, zunächst als Privatdozent, seit 1886 als außerordentlicher Professor. Von 1896 bis zu seinem relativ frühen Tode war er ordentlicher Professor und Direktor des Landwirtschaftlichen Instituts der Universität Jena.
Settegast betätigte sich überwiegend auf dem Gebiet des Pflanzenbaus. Den Anbauverfahren der landwirtschaftlichen Kulturpflanzen galt sein besonderes Interesse. Nach dem Tode von Adolph Blomeyer hat er 1891 den zweiten Band dessen Buches "Die Cultur der landwirthschaftlichen Nutzpflanzen" vollendet und herausgegeben. Hohe Anerkennung in der Fachwelt fand sein 1892 erschienenes Handbuch über landwirtschaftliches Saatgut. Mehrere seiner zahlreichen Vorträge erschienen als eigenständige Veröffentlichungen. Hervorzuheben ist eine Publikation aus dem Jahre 1894 über "Die Bekämpfung des Wassermangels durch richtige Bodenbearbeitung". Stark engagierte sich Settegast als Agrarpädagoge. Die Erkenntnisse der Wissenschaft an die Landwirte heranzutragen, war ihm eine Herzensangelegenheit. Seit 1897 gab er gemeinsam mit anderen Fachkollegen eine Schriftenreihe heraus unter dem Titel "Die Lehre von der Landwirtschaft. Methodischer Lehrgang zur fachwissenschaftlichen Ausbildung praktischer Landwirte".

## Schriften (Auswahl)
- Untersuchungen über das Verhältnis von Thierzucht zum Ackerbau im Betriebe der Landwirthschaft, mit specieller Berücksichtigung deutscher Verhältnisse. Diss. phil. Leipzig 1879.
- Die Werthbestimmung des Getreides als Gebrauchs- und Handelswaare. Versuch zur Aufstellung eines Bonitirungssystems der Körnerfrüchte. Habilitationsschrift Leipzig 1884.
- Der Anbau und die Pflege der Kulturgewächse im allgemeinen. In: Handbuch der Gesamten Landwirthschaft. Herausgegeben von Theodor Freiherr von der Goltz, Bd. 2: Der Acker- und Pflanzenbau. Verlag der Laupp´schen Buchhandlung Tübingen 1889, S. 369–424.
- Adolph Blomeyer: Die Cultur der landwirthschaftlichen Nutzpflanzen. Bd. 1 Leipzig 1889; Bd. 2 nach dem Tode des Verfassers vollendet und herausgegeben von Henry Settegast ebd. 1891.
- Die landwirthschaftlichen Sämereien und der Samenanbau. Anleitung für Landwirthe, Forstwirthe und Gärtner zur Werthschätzung und Gewinnung von Sämereien. Verlag T. O. Weigel Nachfolger Leipzig 1892.
- Die Bekämpfung des Wassermangels der Pflanzen durch richtige Bodenbearbeitung. Verlag G. Schönfeld Dresden 1894.